# Adonic
Adonic (cf. franceză adonique). După dicționarul lui Ion Pachia Tatomirescu, «prin adonic (sau adoneu) se înțelege versul, dar și ritmul, specific prozodiei antice, greco-latine, constând din cinci silabe, dintre care prima și a patra sunt accentuate, îndeplinind totodată și funcția de „încheietor“ de strofe safice».
Tratatele îl explică printr-un «dactil acataletic și altul cataletic:  — v v / — v» (Dicționar de termeni literari, 1976, p.15). În Odă – în metru antic de M. Eminescu, fiecare strofă safică se încheie cu un adonic / adoneu: Singurătății; Ne-ndurătoare; Apele mării; Pasărea Phoenix? și Mie redă-mă  (v. ritm / strofă safică). Pentru prima dată, în românește, se face aluzie / trimitere la adonicul vers, de către Eminescu, în Scrisoarea V: Descifrând a sale patimi și amoru-i, cu nesațiu / El ar frânge-n vers adonic limba lui ca și Horațiu...

## Legături externe
- „adonic” la DEX online